# Duimelijntje

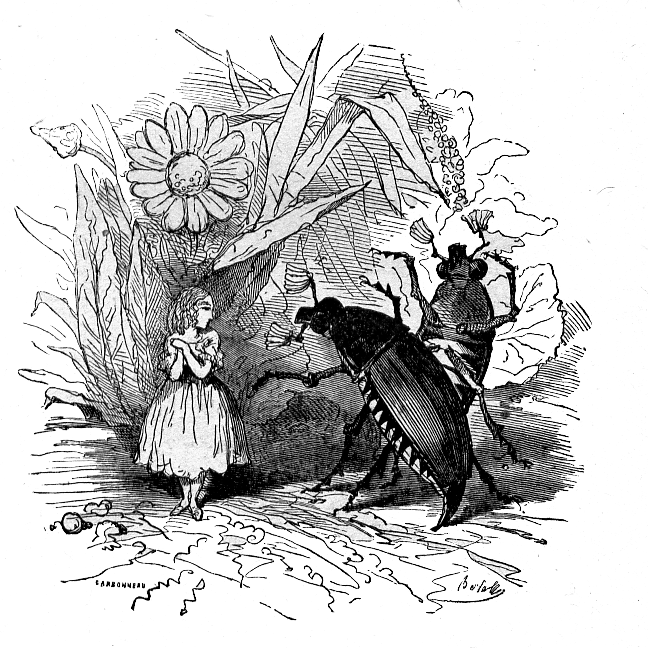
Tekening door Bertall

Duimelijntje (Tommelise) is een sprookje van de Deense schrijver Hans Christian Andersen, dat voor het eerst is uitgegeven in 1836.

## Het verhaal
Het verhaal gaat over een klein meisje, geboren uit een bloem. Het lieflijke meisje, dat slaapt in een notendop bedekt met rozenblaadjes, wordt ontvoerd door een pad uit het huis van de vrouw die de bloem plantte waaruit Duimelijntje kwam. Ze wordt uitgehuwelijkt aan de lelijke zoon van de pad en wordt gevangengezet op een lelieblad, maar slaagt erin te ontsnappen met hulp van enkele vissen en een vlinder, die allen vertederd zijn door het kleine meisje.

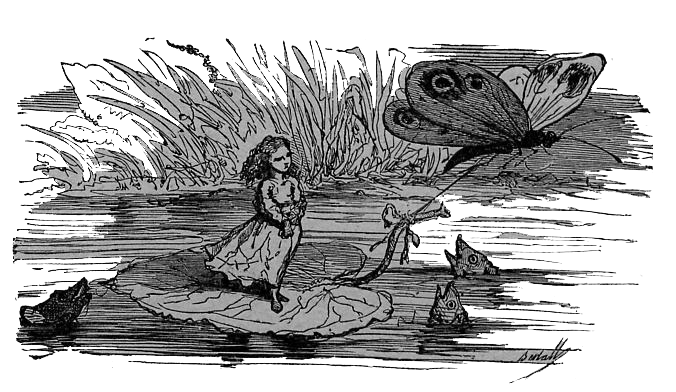

Ze wordt weer ontvoerd, ditmaal door een kever die met haar wenst te trouwen. De kevermeisjes vinden haar echter helemaal niet knap, ze heeft zelfs geen voelsprieten!. De hele zomer lang leeft Duimelijntje alleen in het bos, waar de vogeltjes voor haar zingen omdat ze het zo'n lief meisje vinden. Maar wanneer de winter komt, trekken de vogels weg naar het zuiden en verdorren alle planten en krijgt ze het erg koud.
Duimelijntje wordt in huis opgenomen door een oud veldmuisvrouwtje, die een goedgevulde keuken en een mooie woonkamer heeft. Door de liedjes die Duimelijntje zingt en de verhalen die ze vertelt, wordt de oude, blinde buurman van de veldmuis, een mol, heimelijk verliefd op haar.
In een gang van de mol ligt een schijnbaar zieke zwaluw, waar de mol het niet hoog mee opheeft. De mol heeft een hekel aan de zon en vindt vogels, die enkel zingen, maar waardeloze nietsnutten.
Stiekem verzorgt Duimelijntje de zwaluw omdat hij voor haar tijdens de zomer mooie liedjes had gezongen en door de warme zorgen wordt de zwaluw weer snel beter en vertrekt naar het zuiden. Hij wil Duimelijntje meenemen, maar ze weigert omdat dit de veldmuis die zo goed voor haar zorgt pijn zou doen.
Het jaar nadien wordt Duimelijntje uitgehuwelijkt aan de mol en mag de buitenlucht niet meer zien. Wanneer het weer winter wordt en Duimelijntje erg verdrietig is, komt ze de zwaluw weer tegen en vertrekt deze keer wél mee naar het zuiden. In dat prachtig gebied trouwt ze uiteindelijk met de bloemenkoning, een mooie jongen even groot als Duimelijntje. Hij en zijn volk leven in de bloemen, die ze beschermen. Ze leven nog lang en gelukkig.

## Verfilmingen
- Shrek 2 (2004) Duimelijntje is een paar seconden in beeld te zien, wandelend met Klein Duimpje
- Duimelijntje (1994)
- Barbie Duimelijntje (2009)